# 5410 Spivakov
5410 Spivakov este un asteroid din centura principală de asteroizi.

## Descriere
5410 Spivakov este un asteroid din centura principală de asteroizi. A fost descoperit pe 16 februarie 1967 la Observatorul de Astrofizică din Crimeea de Tamara Smirnova. El prezintă o orbită caracterizată de o semiaxă mare de 3,00 ua, o excentricitate de 0,28 și o înclinație de 4,0° în raport cu ecliptica.